# Чемпионат Европы по настольному теннису 1992
18-й Чемпионат Европы по настольному теннису проходил с 10 по 20 апреля 1992 года в Штутгарте (Германия).

## Медалисты

### Мужчины
| Разряд               | Золото                                                                                      | Серебро                                                     | Бронза                                                  |
| -------------------- | ------------------------------------------------------------------------------------------- | ----------------------------------------------------------- | ------------------------------------------------------- |
| Одиночный разряд     | Йёрг Росскопф                                                                               | Жан-Мишель Сев                                              | Анджей Грубба                                           |
| Одиночный разряд     | Йёрг Росскопф                                                                               | Жан-Мишель Сев                                              | Зоран Приморац                                          |
| Парный разряд        | Йёрген Перссон Эрик Линд                                                                    | Ян-Уве Вальднер Микаэль Аппельгрен                          | Петер Карлссон Томас фон Шеле                           |
| Парный разряд        | Йёрген Перссон Эрик Линд                                                                    | Ян-Уве Вальднер Микаэль Аппельгрен                          | Илья Лупулеску Слободан Гружич                          |
| Командное первенство | Швеция · Петер Карлссон · Ян-Уве Вальднер · Микаэль Аппельгрен · Эрик Линд · Йёрген Перссон | Англия · Чэнь Синьхуа · Карл Прин · Алан Кук · Мэттью Сайид | Германия · Йёрг Росскопф · Штеффен Фецнер · Петер Франц |

### Женщины
| Разряд               | Золото                                                  | Серебро                                                  | Бронза                                                                                 |
| -------------------- | ------------------------------------------------------- | -------------------------------------------------------- | -------------------------------------------------------------------------------------- |
| Одиночный разряд     | Беттине Вризекоп                                        | Лиза Ломас                                               | Мария Грахова                                                                          |
| Одиночный разряд     | Беттине Вризекоп                                        | Лиза Ломас                                               | Мирьям Хоман                                                                           |
| Парный разряд        | Ясна Фазлич Гордана Перкучин                            | Чилла Баторфи Габриэлла Вирт                             | Мирьям Хоман Беттине Вризекоп                                                          |
| Парный разряд        | Ясна Фазлич Гордана Перкучин                            | Чилла Баторфи Габриэлла Вирт                             | Ирина Палина Елена Тимина                                                              |
| Командное первенство | Румыния · Отилия Бэдеску · Эмилия Чосу · Мария Богослов | Нидерланды · Беттине Вризекоп · Мирьям Хоман · Герди Кен | Объединённая команда · Елена Тимина · Валентина Попова · Галина Мельник · Ирина Палина |

### Микст
| Разряд           | Золото                           | Серебро                        | Бронза                        |
| ---------------- | -------------------------------- | ------------------------------ | ----------------------------- |
| Смешанный разряд | Креанга Калиникос Отилия Бэдеску | Жан-Филипп Гасьен Сяомин Дрешу | Зоран Приморац Чилла Баторфи  |
| Смешанный разряд | Креанга Калиникос Отилия Бэдеску | Жан-Филипп Гасьен Сяомин Дрешу | Томас фон Шеле Мария Свенссон |